# Renabakkene
Die Renabakkene ist eine Anlage mit fünf Skisprungschanzen in der norwegischen Ortschaft Rena in der Provinz Innlandet.

## Geschichte
Schon im 19. Jahrhundert gab es in Rena verschiedene Skisprungschanzen. Aus mehreren Gründen begab man sich in den 1930er Jahren auf die Suche nach einem Ort für eine neue Schanze. Im Dezember 1934 konnte der Rena IL die K 60-Schanze und ein halbes Jahr später die K 90-Schanze fertigstellen, wodurch die Gemeinde eines der größten Schanzenzentren Norwegens beherbergte. Zusätzlich erbaute man im Jahr 1939 die kleinere Schanzen K40 und K20. 1964 wurde die Schanzenanlage umgebaut und 1972 wurde die K120 zur Mini-Flugschanze erweitert. Nach den Umbauarbeiten Ende der 1990er Jahre bestand die Schanzenanlage aus K120, K90, K40, K25, K15.
Als die Zertifizierung im Jahr 2007/08 abgelaufen war, sollten die beiden großen Schanzen zur K99 (HS 111) und K124 (HS 139) ausgebaut werden. Zusätzlich war die Modernisierung und Mattenbelegung der kleinen Schanzen zu K60, K40, K20, K10 und der Infrastruktur an den Schanzen für insgesamt ca. 10 Mio. Kronen (1,4 Mio. Euro) geplant. Ebenso wollte man einige Langlaufloipen errichten, um Wettbewerbe der Nordischen Kombination austragen zu können. Allerdings verzögerten sich die Arbeiten wegen Vandalismus, Überschwemmungen und finanziellen Problemen, so dass sie erst im September 2012 abgeschlossen wurden.
Mehrere norwegische Skisprung-Meisterschaften fanden in Rena statt: 1966 (Groß- und Normalschanze), 1976 (Großschanze), 1982 (Großschanze), 1988 (Großschanze), 1994 (Großschanze), 1999 (Großschanze), 2000 (Normalschanze und Team Normalschanze) sowie im Jahr 2012 (Groß-, Normalschanze und Team-Skispringen Normalschanze). In den vergangenen Jahren wurden außerdem Wettbewerbe des Norges Cup ausgetragen. Seit 2013 wurden neun Wettbewerbe des Continental Cups auf der Anlage ausgetragen, 2020 einmalig auch für Damen.
Seit der Saison 2017/18 werden die norwegischen Continental-Cup-Wettbewerbe der Nordischen Kombination statt in Høydalsmo (Huka Hoppanlegg, HS 94) auf der Normalschanze (HS 109) in Rena ausgetragen.

## Internationale Wettbewerbe

### Skispringen
Genannt werden alle von der FIS organisierten Sprungwettbewerbe.
| Datum             | Kategorie       | Schanze | 1. Platz             | 2. Platz                     | 3. Platz            |
| ----------------- | --------------- | ------- | -------------------- | ---------------------------- | ------------------- |
| 13. Dezember 2013 | Continental Cup | HS111   | Jernej Damjan        | Stefan Hula                  | Manuel Poppinger    |
| 14. Dezember 2013 | Continental Cup | HS111   | Michael Hayböck      | Jernej Damjan                | Manuel Poppinger    |
| 12. Dezember 2014 | Continental Cup | HS111   | Stephan Leyhe        | Johann André Forfang         | Killian Peier       |
| 14. Dezember 2014 | Continental Cup | HS139   | Manuel Fettner       | Johann André Forfang         | Manuel Poppinger    |
| 14. Dezember 2014 | Continental Cup | HS139   | Johann André Forfang | Anže Semenič                 | Stephan Leyhe       |
| 11. Dezember 2015 | Continental Cup | HS111   | Andrzej Stękała      | Halvor Egner Granerud        | Tilen Bartol        |
| 12. Dezember 2015 | Continental Cup | HS111   | Tilen Bartol         | Halvor Egner Granerud        | Fredrik Bjerkeengen |
| 13. Dezember 2015 | Continental Cup | HS139   | Tilen Bartol         | Andrzej Stękała              | Karl Geiger         |
| 4. März 2017      | Continental Cup | HS139   | Clemens Aigner       | Bor Pavlovčič                | Tilen Bartol        |
| 5. März 2017      | Continental Cup | HS139   | Clemens Aigner       | Daniel Huber                 | Bor Pavlovčič       |
| 3. März 2018      | Continental Cup | HS139   | Andreas Wank         | Sondre Ringen                | David Siegel        |
| 4. März 2018      | Continental Cup | HS139   | Manuel Poppinger     | Marius Lindvik Andreas Wank  |                     |
| 2. März 2019      | Continental Cup | HS139   | Marius Lindvik       | Robin Pedersen               | Clemens Aigner      |
| 3. März 2019      | Continental Cup | HS139   | Marius Lindvik       | Fredrik Villumstad           | Martin Hamann       |
| 29. Februar 2020  | Continental Cup | HS139   | Clemens Leitner      | Martin Hamann                | Clemens Aigner      |
| 1. März 2020      | Continental Cup | HS139   | abgesagt             | abgesagt                     | abgesagt            |
| 6. März 2021      | Continental Cup | HS139   | abgesagt             | abgesagt                     | abgesagt            |
| 7. März 2021      | Continental Cup | HS139   | abgesagt             | abgesagt                     | abgesagt            |
| 19. Februar 2022  | Continental Cup | HS139   | Fredrik Villumstad   | Žiga Jelar                   | Michael Hayböck     |
| 20. Februar 2022  | Continental Cup | HS139   | Žiga Jelar           | Fredrik Villumstad           | Michael Hayböck     |
| 18. Februar 2023  | Continental Cup | HS139   | Benjamin Østvold     | Fredrik Villumstad Luca Roth |                     |
| 19. Februar 2023  | Continental Cup | HS139   | Benjamin Østvold     | Martin Hamann                | Sondre Ringen       |

Im Januar 2020 fanden ebenfalls erstmals Springen im Rahmen des Continental Cups der Frauen statt. Die erste Siegerin war die Russin Xenija Jurjewna Kablukowa.
| Datum           | Kategorie       | Schanze | 1. Platz         | 2. Platz          | 3. Platz         |
| --------------- | --------------- | ------- | ---------------- | ----------------- | ---------------- |
| 25. Januar 2020 | Continental Cup | HS109   | Xenija Kablukowa | Pia Lilian Kübler | Pauline Heßler   |
| 26. Januar 2020 | Continental Cup | HS109   | Sophie Sorschag  | Irma Machinja     | Xenija Kablukowa |

### Nordische Kombination
Genannt werden alle von der FIS organisierten Wettbewerbe in der Nordischen Kombination.
| Datum            | Kategorie                    | Schanze | 1. Platz                                | 2. Platz                                | 3. Platz                                |
| ---------------- | ---------------------------- | ------- | --------------------------------------- | --------------------------------------- | --------------------------------------- |
| 20. Januar 2018  | Continental Cup              | HS111   | Thomas Jöbstl                           | Bernhard Flaschberger                   | Jens Lurås Oftebro                      |
| 21. Januar 2018  | Continental Cup              | HS111   | Dominik Terzer                          | Martin Fritz                            | Taylor Fletcher                         |
| 16. Februar 2019 | Continental Cup              | HS111   | Paul Gerstgraser                        | Harald Johnas Riiber                    | Sindre Ure Søtvik                       |
| 17. Februar 2019 | Continental Cup              | HS111   | Paul Gerstgraser                        | Harald Johnas Riiber                    | Antoine Gérard                          |
| 25. Januar 2020  | Continental Cup              | HS109   | Jakob Eiksund Sæthre                    | Sindre Ure Søtvik                       | Lars Ivar Skårset                       |
| 26. Januar 2020  | Continental Cup              | HS109   | Lars Ivar Skårset                       | Lars Buraas                             | Andreas Skoglund                        |
| 12. Februar 2021 | Continental Cup              | HS109   | aufgrund der COVID-19-Pandemie abgesagt | aufgrund der COVID-19-Pandemie abgesagt | aufgrund der COVID-19-Pandemie abgesagt |
| 13. Februar 2021 | Continental Cup              | HS109   | aufgrund der COVID-19-Pandemie abgesagt | aufgrund der COVID-19-Pandemie abgesagt | aufgrund der COVID-19-Pandemie abgesagt |
| 14. Februar 2021 | Continental Cup              | HS109   | aufgrund der COVID-19-Pandemie abgesagt | aufgrund der COVID-19-Pandemie abgesagt | aufgrund der COVID-19-Pandemie abgesagt |
| 11. Februar 2022 | Continental Cup              | HS109   | nach Lillehammer verlegt                | nach Lillehammer verlegt                | nach Lillehammer verlegt                |
| 12. Februar 2022 | Continental Cup              | HS109   | nach Lillehammer verlegt                | nach Lillehammer verlegt                | nach Lillehammer verlegt                |
| 13. Februar 2022 | Continental Cup              | HS109   | nach Lillehammer verlegt                | nach Lillehammer verlegt                | nach Lillehammer verlegt                |
| 18. Februar 2023 | Continental Cup, Supersprint | HS109   | Thomas Rettenegger                      | Sebastian Østvold                       | Jakob Eiksund Sæthre                    |
| 18. Februar 2023 | Continental Cup              | HS109   | Sebastian Østvold                       | Terence Weber                           | Manuel Einkemmer                        |
| 19. Februar 2023 | Continental Cup              | HS109   | Einar Lurås Oftebro                     | Terence Weber                           | Thomas Rettenegger                      |

| Datum            | Kategorie                    | Schanze | 1. Platz                                                           | 2. Platz                                                           | 3. Platz                                                           |
| ---------------- | ---------------------------- | ------- | ------------------------------------------------------------------ | ------------------------------------------------------------------ | ------------------------------------------------------------------ |
| 20. Januar 2018  | Continental Cup              | HS111   | Stefanija Nadymowa                                                 | Ayane Miyazaki                                                     | Jenny Nowak                                                        |
| 20. Januar 2018  | Continental Cup              | HS111   | Ayane Miyazaki                                                     | Stefanija Nadymowa                                                 | Jenny Nowak                                                        |
| 16. Februar 2019 | Continental Cup              | HS111   | Tara Geraghty-Moats                                                | Gyda Westvold Hansen                                               | Jenny Nowak                                                        |
| 17. Februar 2019 | Continental Cup              | HS111   | Tara Geraghty-Moats                                                | Maria Gerboth                                                      | Gyda Westvold Hansen                                               |
| 25. Januar 2020  | Continental Cup              | HS109   | Marte Leinan Lund                                                  | Alexandra Glasunowa                                                | Stefanija Nadymowa                                                 |
| 26. Januar 2020  | Continental Cup              | HS109   | Marte Leinan Lund                                                  | Alexandra Glasunowa                                                | Sigrun Kleinrath                                                   |
| 12. Februar 2021 | Continental Cup              | HS109   | aufgrund der COVID-19-Pandemie sowie Terminüberschneidung abgesagt | aufgrund der COVID-19-Pandemie sowie Terminüberschneidung abgesagt | aufgrund der COVID-19-Pandemie sowie Terminüberschneidung abgesagt |
| 13. Februar 2021 | Continental Cup              | HS109   | aufgrund der COVID-19-Pandemie sowie Terminüberschneidung abgesagt | aufgrund der COVID-19-Pandemie sowie Terminüberschneidung abgesagt | aufgrund der COVID-19-Pandemie sowie Terminüberschneidung abgesagt |
| 14. Februar 2021 | Continental Cup              | HS109   | aufgrund der COVID-19-Pandemie sowie Terminüberschneidung abgesagt | aufgrund der COVID-19-Pandemie sowie Terminüberschneidung abgesagt | aufgrund der COVID-19-Pandemie sowie Terminüberschneidung abgesagt |
| 11. Februar 2022 | Continental Cup              | HS109   | nach Lillehammer verlegt                                           | nach Lillehammer verlegt                                           | nach Lillehammer verlegt                                           |
| 12. Februar 2022 | Continental Cup              | HS109   | nach Lillehammer verlegt                                           | nach Lillehammer verlegt                                           | nach Lillehammer verlegt                                           |
| 13. Februar 2022 | Continental Cup              | HS109   | nach Lillehammer verlegt                                           | nach Lillehammer verlegt                                           | nach Lillehammer verlegt                                           |
| 18. Februar 2023 | Continental Cup, Supersprint | HS109   | Trine Göpfert                                                      | Daniela Dejori                                                     | Veronica Gianmoena                                                 |
| 18. Februar 2023 | Continental Cup              | HS109   | Daniela Dejori                                                     | Annika Malacinski                                                  | Sophia Maurus                                                      |
| 19. Februar 2023 | Continental Cup              | HS109   | Sophia Maurus                                                      | Trine Göpfert                                                      | Annika Malacinski                                                  |